# 李周午
李 周午（李 柱五、リ・ジュオ、朝鮮語: 리주오、1956年 - ）は、朝鮮民主主義人民共和国の政治家。朝鮮労働党中央委員会委員、内閣副総理。軽工業相、内閣事務次長などを歴任。

## 経歴
1956年生まれ。出生地は不明。1998年に機械工業部副部長、1999年に軽工業副相に就任した。2001年に軽工業相に昇進し、2010年まで務めた。2003年3月に最高人民会議第10期代議員に補選された。2008年に朝鮮服協会委員長に、2013年には内閣事務局次長に就任した。2016年6月29日に開催された最高人民会議第13期第4回会議で、内閣副総理に任命された。2017年10月7日に開催された朝鮮労働党中央委員会第7期第2回総会で、朝鮮労働党中央委員会委員に補選された。

## 参考サイト
북한정보포털
| 先代李淵守 | 軽工業相2001年 - 2010年 | 次代安正秀 |